# Frédérique Topin
Pour les articles homonymes, voir Topin.
Frédérique Topin, née à Rio de Janeiro, est une scénariste et romancière française.

## Biographie
Après avoir publié un roman (Sang dessus dessous au Fleuve Noir, dans la collection Engrenage dirigée par Alex Varoux) et avoir été rédactrice conceptrice en agence de publicité, elle devient scénariste en écrivant un épisode de la série SOS disparus avec Alexandra Stewart (Ce train ne prend pas de voyageurs de Jacques Renard) puis en écrivant avec Tito Topin pour Radio France les feuilletons Poussière d'escales avec Ludmila Mikaël et Poussière d'asphalte avec Jean-Pierre Kalfon, réalisés par Christine Bernard-Sugy. Elle poursuit l'aventure avec Radio France en écrivant de nombreuses nouvelles (Une faible femme, La Mort en tête) et des Petits Polars pour Claude Chabrol.
Avec Sandra Topin, elle écrit de nombreux épisodes pour les séries Navarro et Les Cordier, juge et flic, ainsi que des  unitaires(Abus de confiance de Bernard Villiot avec Élisabeth Bourgine et Michel Duchaussoy, L'Enfant du mal de Jesus Delgado, avec Lio sorti au cinéma en Espagne sous le titre La niña de tus sueños, Balade en ville de Marc Angelo avec Jean Yanne, Ils n'ont pas 20 ans de Charlotte Brandström avec Jean Yanne, Bernard Fresson, Alain Doutey, Guillaume Canet, Olivia Bonamy).
En 1997, création de la société de production Serial Producteurs avec Tito Topin et Sandra Topin où elle exerce la fonction de directrice littéraire tout en continuant à écrire (Au bénéfice du doute de Williams Crépin avec Robin Renucci, Cévennes de Patrick Jamain avec Christophe Malavoy et Micky Sebastian, Petit Maxime de Philippe Roussel pour la série Fabien Cosma avec Louis-Karim Nebati et Pierre Vaneck, et de nombreux épisodes de la série Marc Eliot avec Xavier Deluc.
Depuis 2005, sans renoncer pour autant à l'écriture, elle est productrice déléguée (5 épisodes pour la série télévisée Malone avec Bernard Verley et Ann-Gisel Glass pour TF1, réalisés par Franck Apprédéris et Didier Le Pêcheur, Mademoiselle Navarro de Jean Sagols avec Emmanuelle Boidron.
2017, production associée du téléfilm La tueuse caméléon réalisé par Josée Dayan, avec Catherine Frot, Jeanne Balibar, Julie Depardieu, Jacques Bonnafé. Diffusé sur France 2 en janvier 2017. 

## Filmographie
Auteur d'épisodes de série - Navarro, Cordier, Marc Eliot, Fabien Cosma - et de nombreux unitaires dont L'enfant du mal, Abus de confiance, Balade en ville ou Ils n'ont pas vingt ans. 

## Ouvrage
- Frédérique Topin, Claude de Givray. L'homme qui venait de la Nouvelle Vague, Carlotta, 2023.

## Distinction
- 2004 : Meilleur téléfilm pour La Septième Victime à Cognac (réalisation Didier Le Pêcheur, scénario Tito Topin, production Serial Producteurs, TF1).

## Divers
- Sociétaire à la Société des auteurs et compositeurs dramatiques (SACD) depuis 1993.
- Membre de la Commission de contrôle du budget à la SACD de 2005 à 2008.
- Élue à la Commission du droit à la communication de la SACD en juin 2012.